# Pontus Jansson
Pontus Gustav Sven Jansson (Arlöv, 13 februari 1991) is een Zweeds voetballer die doorgaans als verdediger speelt. Hij verruilde Brentford in juli 2023 transfervrij voor Malmö FF, waarvoor hij ook van 2009 tot en met 2014 uitkwam. Jansson debuteerde in 2012 in het Zweeds voetbalelftal en speelde 27 interlands.

## Clubcarrière
Jansson begon met voetballen bij zijn lokale voetbalclub Arlövs IF. Hij werd op vijftienjarige leeftijd opgenomen in de jeugd van Malmö FF. Drie jaar later maakte hij onder coach Roland Nilsson zijn debuut in het eerste elftal, als spits. Toen zijn teamgenoot Jasmin Sudić geblesseerd raakte, kreeg hij een plek centraal in de verdediging. Jansson speelde in 2012 in totaal dertig wedstrijden voor de club. Dat was daarmee zijn actiefste seizoen van de zes die hij doorbracht in het eerste van Malmö. Hij werd in deze periode drie keer landskampioen met de club.
Jansson tekende op 24 april 2014 transfervrij bij Torino. Hij maakte op 19 oktober 2014 zijn debuut in de Serie A, in een thuiswedstrijd tegen Udinese. Zijn eerste doelpunt voor Torino maakte hij op 30 april 2016, ook in een wedstrijd tegen Udinese. Het lukte Jansson in twee seizoenen in Italiaanse dienst niet om door te stoten tot het basiselftal. Hij zat in deze jaren in driekwart van de wedstrijden van begin tot eind op de bank.
Torino verhuurde Janson gedurende het seizoen 2016/17 aan Leeds United. Hiervoor speelde hij dat jaar 34 wedstrijden in de Championship. De Engelse club lijfde hem in juli 2017 definitief in. Jansson speelde in 2017/18 en 2018/19 meer dan tachtig wedstrijden voor Leeds. Door een verslechterde relatie met coach Marcelo Bielsa mocht hij in juli 2019 toch uitzien naar een nieuwe club. Jansson tekende diezelfde maand bij Brentford.
Toen Jansson bij Brentford tekende, was dat net elfde geworden in de Championship. Hij werd meteen benoemd tot aanvoerder en stond in zijn eerste jaar bij Brenftord 37 speelronden in de basis. Hij behoorde zo tot de kern van het team dat zich plaatste voor de play-offs voor promotie naar de Premier League. Zijn ploeggenoten en hij haalden de finale, maar verloren daarin van Fulham. Een seizoen later was het wel raak. Deze keer waren Brentford en hij Swansea City in eenzelfde finale wel de baas. Jansson debuteerde zodoende op 13 augustus 2021 in de Premier League. Zijn ploeggenoten en hij wonnen die dag van Arsenal. Ook in zijn eerste jaar in de Premier League zette coach Thomas Frank Jansson 37 wedstrijden in de basis. Brentford en hij eindigden op de dertiende plaats, ruim boven de degradatiezone. Jansson kwam in zijn vierde en laatste seizoen bij de Engelse club nog twaalf speelronde in actie.
Jansson verliet Brentford in juli 2023 en keerde na negen jaar in het buitenland transfervrij terug naar Malmö FF.

## Clubstatistieken
| Seizoen | Club           | Land     | Competitie     | Wed. | Doelp. |
| ------- | -------------- | -------- | -------------- | ---- | ------ |
| 2009    | Malmö FF       | Zweden   | Allsvenskan    | 2    | 0      |
| 2009    | → IFK Malmö    | Zweden   | Division 2     | 8    | 4      |
| 2010    | Malmö FF       | Zweden   | Allsvenskan    | 18   | 1      |
| 2011    | Malmö FF       | Zweden   | Allsvenskan    | 15   | 2      |
| 2012    | Malmö FF       | Zweden   | Allsvenskan    | 30   | 1      |
| 2013    | Malmö FF       | Zweden   | Allsvenskan    | 25   | 1      |
| 2014    | Malmö FF       | Zweden   | Allsvenskan    | 9    | 1      |
| 2014/15 | Torino         | Italië   | Serie A        | 9    | 0      |
| 2015/16 | Torino         | Italië   | Serie A        | 7    | 1      |
| 2016/17 | → Leeds United | Engeland | Championship   | 34   | 3      |
| 2017/18 | Leeds United   | Engeland | Championship   | 42   | 3      |
| 2018/19 | Leeds United   | Engeland | Championship   | 39   | 3      |
| 2019/20 | Brentford      | Engeland | Championship   | 34   | 0      |
| 2020/21 | Brentford      | Engeland | Championship   | 24   | 0      |
| 2021/22 | Brentford      | Engeland | Premier League | 37   | 3      |
| 2022/23 | Brentford      | Engeland | Premier League | 12   | 1      |
| 2023    | Malmö FF       | Zweden   | Allsvenskan    | 4    | 0      |
| Totaal  | Totaal         | Totaal   | Totaal         | 349  | 24     |

## Interlandcarrière
Jansson kwam uit voor verschillende nationale jeugdelftallen van Zweden. Hij speelde op 2 juni 2011 als aanvoerder voor Zweden –21 in een wedstrijd tegen Noorwegen –21. In diezelfde wedstrijd wist hij te scoren. Jansson werd in januari 2012 geselecteerd voor het jaarlijkse trainingskamp van het Zweeds voetbalelftal. Hij maakte op 18 januari 2012 onder bondscoach Erik Hamrén zijn debuut voor Zweden, in een oefeninterland tegen Bahrein. Hij behoorde vier jaar later ook tot Hamréns selectie voor het EK 2016, zijn eerste eindtoernooi. Zweden werd uitgeschakeld in de groepsfase na nederlagen tegen Italië (0–1) en België (0–1) en een gelijkspel tegen Ierland (1–1). Jansson kwam dat toernooi zelf niet in actie. Dat deed hij wel op het WK 2018. Bondscoach Janne Andersson gunde hem toen een basisplaats in de eerste groepswedstrijd tegen Zuid-Korea en een invalbeurt in de kwartfinale tegen Engeland. Jansson behoorde ook tot de Zweedse selectie op het EK 2020. Hierop kwam hij wederom niet in actie. In augustus 2021 maakte Jansson bekend dat hij stopte als international.

## Erelijst
| Kampioen Allsvenskan | 3x | 2010, 2013, 2014 |
| Supercupen           | 1x | 2013             |

1 Isaksson ·
2 Lustig ·
3 Johansson · 
4 Granqvist ·
5 Olsson ·
6 Forsberg ·
7 Larsson ·
8 Ekdal ·
9 Källström ·
10 Ibrahimović  · 
11 Berg · 
12 Olsen ·
13 Jansson ·
14 Lindelöf ·
15 Hiljemark ·
16 Wernbloom ·
17 Augustinsson ·
18 Lewicki ·
19 Kujović ·
20 Guidetti ·
21 Durmaz ·
22 Zengin ·
23 Carlgren ·
Coach: Hamrén
1 Olsen ·
2 Lustig ·
3 Lindelöf ·
4 Granqvist ·
5 Olsson ·
6 Augustinsson ·
7 Larsson ·
8 Ekdal ·
9 Berg ·
10 Forsberg ·
11 Guidetti ·
12 Johnsson ·
13 Svensson ·
14 Helander ·
15 Hiljemark ·
16 Krafth ·
17 Claesson ·
18 Jansson ·
19 Rohdén ·
20 Toivonen ·
21 Durmaz ·
22 Thelin ·
23 Nordfeldt ·
Coach: Andersson
1 Olsen ·
2 Lustig ·
3 Lindelöf ·
4 Granqvist  ·
5 Bengtsson ·
6 Augustinsson ·
7 S. Larsson ·
8 Ekdal ·
9 Berg ·
10 Forsberg ·
11 Isak ·
12 Johnsson ·
13 Svensson ·
14 Helander ·
15 Sema ·
16 Krafth ·
17 Claesson ·
18 Jansson ·
19 Svanberg ·
20 Olsson ·
21 Kulusevski ·
22 Quaison ·
23 Nordfeldt ·
24 Danielson ·
25 J. Larsson ·
26 Cajuste ·
Coach: Andersson